# Džanum
Džanum (in serbo Џанум?) è un singolo della cantautrice serba Teya Dora, pubblicato il 22 marzo 2023 come colonna sonora della serie televisiva Južni vetar.
A seguito della sparatoria nella scuola di Belgrado, avvenuta nel maggio successivo, il brano è stato ampiamente utilizzato come canzone di protesta dagli utenti delle reti sociali, trovando viralità anche a livello globale.

## Video musicale
Il video musicale, diretto da Rebi, è stato reso disponibile in concomitanza con l'uscita del brano attraverso il canale YouTube della serie TV.

## Tracce
Testi e musiche di Teodora Pavlovska e Slobodan Veljković.
Download digitale
1. Džanum – 2:54

Download digitale – Slowed
1. Džanum (Slowed) – 3:24

Download digitale – Sped Up
1. Džanum (Sped Up) – 2:18

Download digitale – Piano Version
1. Džanum (feat. Louis Philippson) (Piano Version) – 2:47
2. Džanum (feat. Louis Philippson) (Piano Version Instrumental) – 2:47

## Formazione
- Teya Dora – voce, produzione
- Albino – cori
- Luka Jovanović – produzione
- Jan Magdevski – mastering, missaggio

## Classifiche
| Classifica (2023) | Posizione massima |
| ----------------- | ----------------- |
| Austria           | 43                |
| Croazia           | 6                 |
| India             | 13                |